# فرودگاه بین‌المللی ماتالا
فرودگاه بین‌المللی ماتالا (به انگلیسی: Mattala Rajapaksa International Airport) یک فرودگاه غیرنظامی است که یک باند فرود آسفالت و دارد و طول باند آن ۳۵۰۰ متر است. این فرودگاه در کشور سری‌لانکا قرار دارد.

## شرکت‌های هواپیمایی و مقصدهای پروازی
| شرکت‌های هواپیمایی                        | مقصدهای پروازی                                                                                    |
| ---------------------------------------- | ------------------------------------------------------------------------------------------------- |
| Aer Lingus Regional اجرا توسط Aer Arann  | دوبلین، کرک، شنن                                                                                  |
| Aurigny Air Services                     | گوئرنزی، جرزی                                                                                     |
| British Airways اجرا توسط بی‌ای سیتی‌فلایر | لندن سی‌تی                                                                                         |
| Eastern Airways                          | آبردین، بریستول                                                                                   |
| JetXtra.com                              | هامبرساید                                                                                         |
| Hebridean Air Services                   | اوبان                                                                                             |
| رایان‌ایر                                 | بیرمنگام، دوبلین، گلاسگو پرستویک، جان لنون لیورپول، استانستد لندن فصلی: آلیکانته-الچه، فارو، رئوس |